# Ясениця (притока Стривігору)
Ясени́ця — річка в Україні у межах Самбірського району Львівської області. Права притока Стривігору (басейн Дністра).

## Опис і розташування
Довжина Ясениці 15 км, площа басейну 47 км². Річище слабозвивисте. Заплава у верхній речії місцями заболочена. 
Витоки розташовані в лісовому масиві, на північний захід від села Бачини. Річка тече переважно на північний схід. Впадає до Стривігору в селі Бісковичах. 
Притоки: Солянка (ліва) і невеликі потічки. 
Ясениця протікає через такі села: Райнова, Гуманець, Заріччя і Бісковичі.